# Fukuititan
Fukuititan – rodzaj zauropoda z grupy Titanosauriformes żyjącego we wczesnej kredzie na obecnych terenach Azji. Został opisany w 2010 roku przez Azumę i Shibatę w oparciu o niekompletny szkielet odkryty w dolnokredowych osadach grupy Tetori w prefekturze Fukui w Japonii. Cechował się wydłużonymi asymetrycznymi koronami zębów, epipophysis kręgów szyjnych kształtem przypominającą łodygę, proksymalnym zakończeniem kości udowej stanowiącym około 32% jej długości, śródręczem stanowiącym około 48% długości kości promieniowej oraz lekko rozszerzonym dystalnym zakończeniem kości kulszowej. Fukuititan jest pierwszym przedstawicielem Titanosauriformes znanym ze stosunkowo kompletnego szkieletu odkrytego w Japonii. Gatunkiem typowym rodzaju jest F. nipponensis.